# 4211 Rosniblett
4211 Rosniblett este un asteroid din centura principală, descoperit pe 12 septembrie 1987 de Henri Debehogne.